# Lévy Madinda
Lévy Clément Madinda, mais conhecido como Lévy Madinda (Libreville, 22 de junho de 1992), é um futebolista gabonês que atua como meia. Atualmente, joga pelo Fiorentina.

## Carreira

### Stade Mandji
Nascido em Libreville, Madinda começou a jogar futebol no AS Stade Mandji. Em outubro de 2010, depois de ter sido visto pelo clube durante um torneio de jovens em Burkina Faso, aos 18 anos de idade, mudou-se para Espanha e assinou um contrato de cinco anos com o Celta de Vigo, passando a permanecer várias temporadas atuando pelo time B.

### Celta
Madinda fez a sua estreia oficial com o time principal dos galegos em 31 de outubro de 2012, jogando os 90 minutos na derrota por 2 a 0 fora de casa para o Almería, pela Copa do Rei. Ele atuou pela primeira vez em La Liga no dia 30 de março do ano seguinte, entrando como substituto no final do empate em casa por 2 a 2 contra o Barcelona.

## Seleção
Madinda fez sua estréia pela Seleção Gabonense de Futebol em 2011, quando foi convocado para o Campeonato Africano das Nações de 2012.
Em 14 de novembro de 2012, ele marcou seu primeiro gol pela seleção, que aconteceu no empate por 2 a 2 num amistoso contra Portugal, jogado em sua cidade natal. O gol foi marcado através de uma cobrança de pênalti.